# 華地國際控股
华地国际控股有限公司，简称华地国际控股（英語：Springland International Holdings Limited，港交所除牌前：1700.HK），由陈建强（现为公司主席）创建与1996年，公司董事长為陶庆荣。该公司在无锡宜兴设有子公司「江苏华地控股集团有限公司」，在中国内地经营「八佰伴」、「华地百货」和「大统华」等百货店、购物中心及超市行业。
华地国际控股在2010年10月21日于港交所主板上市，招股价为每股5.93港元，全球共发售6.25亿股，集资额为37亿港币。
2020年2月21日，华地国际控股有限公司获母公司OCTOPUS (CHINA) HOLDINGS LIMITED私有化通过，撤销上市日期为2020年3月1日。

## 无锡地区的八佰伴

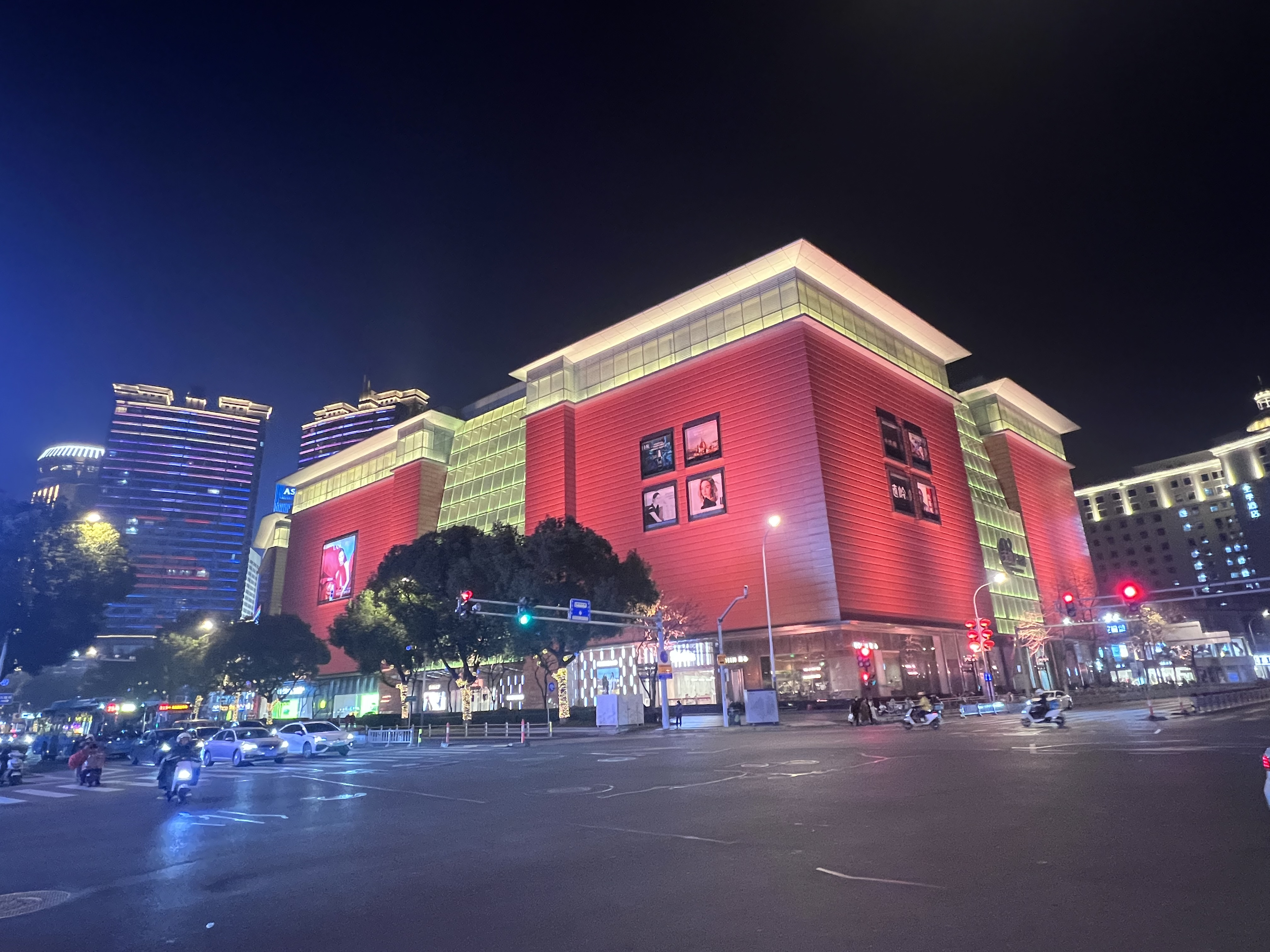
无锡中山路八佰伴

### 无锡八佰伴
无锡八佰伴（亦称中山路八佰伴）是江苏省最大的中外合资购物中心、旅游商占，地处无锡老城中心的中山路商业区，1996年7月正式开业。 1999年销售额列无锡地区百货商店销售额首位，销售规模列江苏省第六位，此时无锡八佰伴已成为无锡地区一家具有较强经济实力和跨地域影响力的中外合资大型零售企业。
1997年，总部迁至香港的日本八佰伴由于经营不善，濒临破产，华地集团接手无锡八佰伴，并将无锡八佰伴列为标杆旗舰店并重新扩建装修。扩建之后的中山路八佰伴营业面积达到10万平米，并且引进Louis Vuitton、Givenchy、Dolce & Gabbana、Amani、Cartier、Rolex、Omega、IWC、Tiffany等众多一线奢侈品品牌以及Chanel、Dior、SKⅡ、Yves Saint Laurent、SHISEIDO等等一线美妆品牌。
2013年位于无锡中山路的恒隆广场正式开业，无锡八佰伴的众多诸如Louis Vuitton、Cartier、Tiffany等诸多品牌都搬至恒隆，但是八佰伴作为老牌顶级百货，美妆以及腕表珠宝品牌依旧闪亮。目前无锡八佰伴在华地集团内部被定义为精品百货，并且在2020年，八佰伴北幢外围还加装了3D裸眼屏幕。

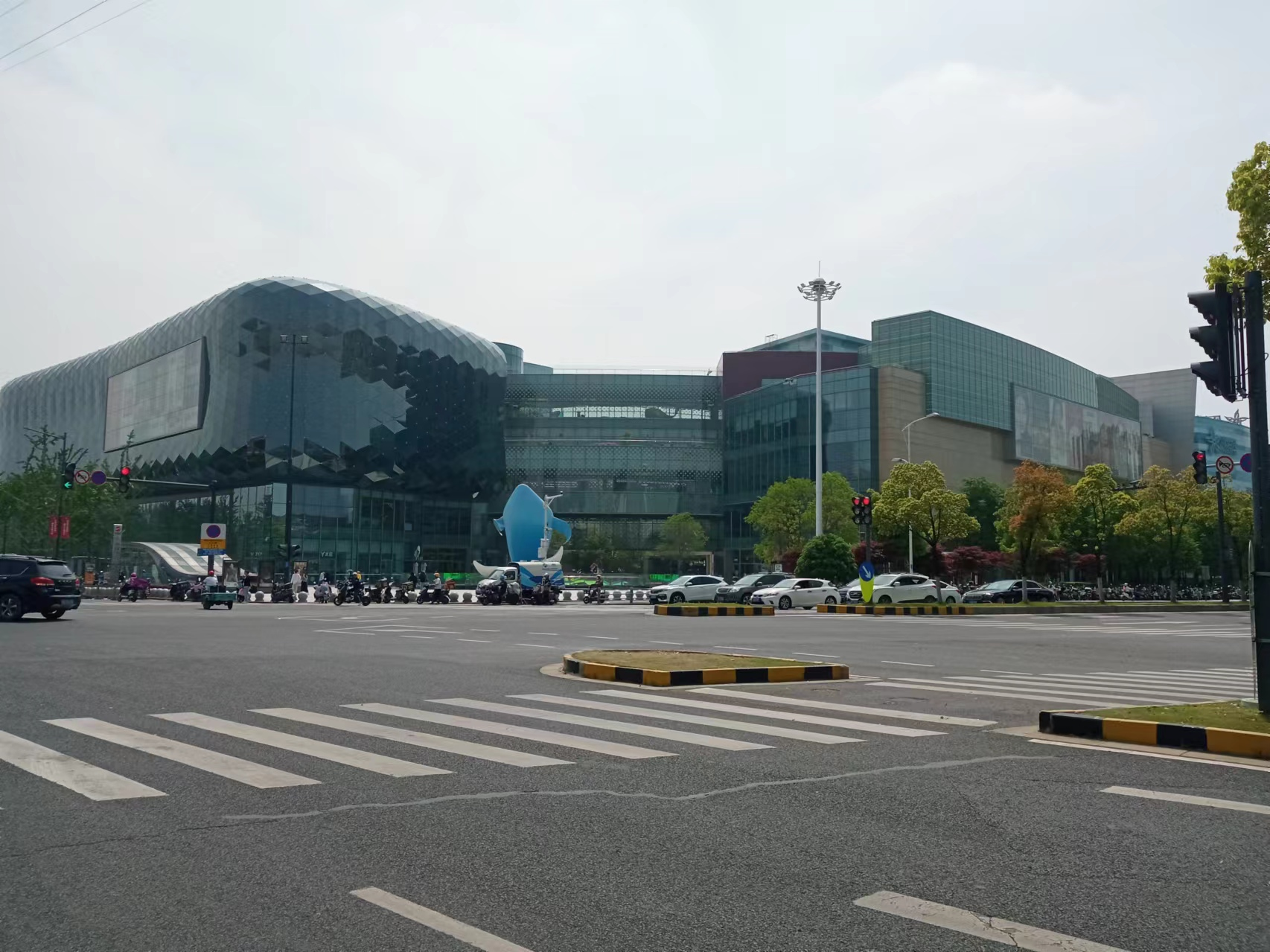
无锡锡山区 八佰伴中心

### 无锡八佰伴中心
无锡锡东八佰伴是华地集团花重金打造，自持运营的的超大规模购物中心，总建筑面积达26万平米。
2020年开业当天综合体全店铺开业率达99%、整体营业额突破3200万、当日客流量超40万。
目前无锡八佰伴中心旁边的地铁柏庄站每日客流平均在4500人次左右，现在商场日均客流保持在1.3万人次以上。

### 江阴八佰伴与宜兴八佰伴
华地集团在2005年正式开设了江阴八佰伴，并且与2018年和2023年分别开设了江阴八佰伴澄星店与江阴八佰伴南门B幢。商场内设有众多品牌门店，自开设以来，江阴八佰伴就一直是江阴区域内人气与销售额最高的购物中心。
2015年，华地集团正式在宜兴开设第一家八佰伴并且一炮走红，目前宜兴八佰伴位于东氿商业区域，是宜兴区域内最人气的百购物中心。

## 华地在其它城市开设的八佰伴

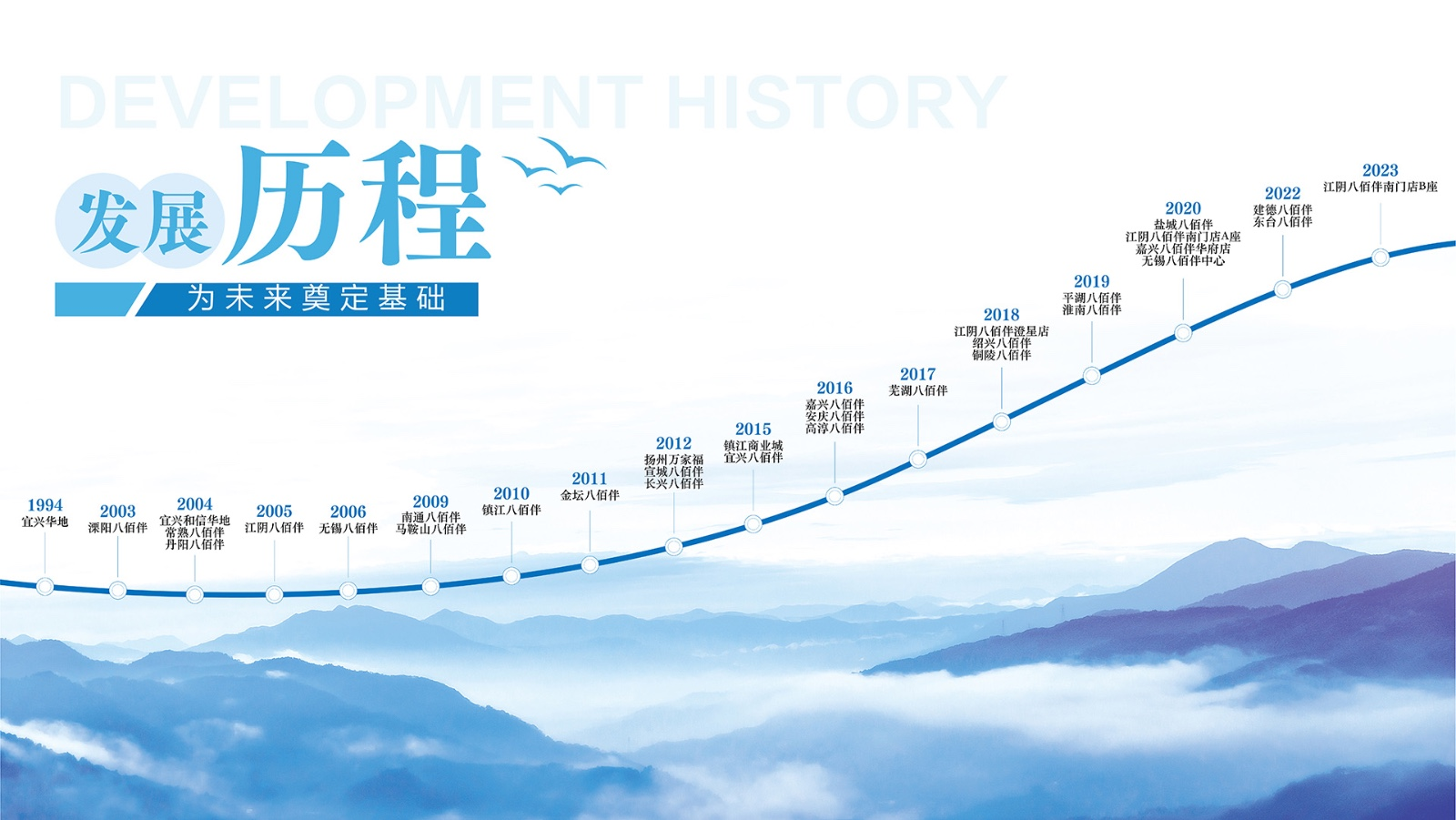
华地集团发展历程

在华地集团收购无锡八佰伴之后，集团又陆续在全国范围内的其它城市投资兴建了以“八佰伴”为名的购物中心，包括：常熟八佰伴、南通八佰伴、镇江八佰伴、马鞍山八佰伴、嘉兴八佰伴、芜湖八佰伴等等数十家门店。

## 連結
- springlandgroup.com.cn （页面存档备份，存于）